# André Pilette
Pour les articles homonymes, voir Pilette.
André Pilette est un pilote automobile belge né le 6 octobre 1918 à Paris et mort le 27 décembre 1993 à Etterbeek (Belgique). André Pilette a eu une longue carrière en course automobile, émaillée de nombreux accidents qui ont nui à son palmarès peu étoffé. André Pilette a disputé notamment 9 Grands Prix de championnat du monde de Formule 1 entre 1951 et 1964 où il a inscrit un total de 2 points. Il a également disputé plus de 30 courses de Formule 1 hors-championnat et a aussi à son actif quelques places d'honneur aux 24 Heures du Mans.

## Historique

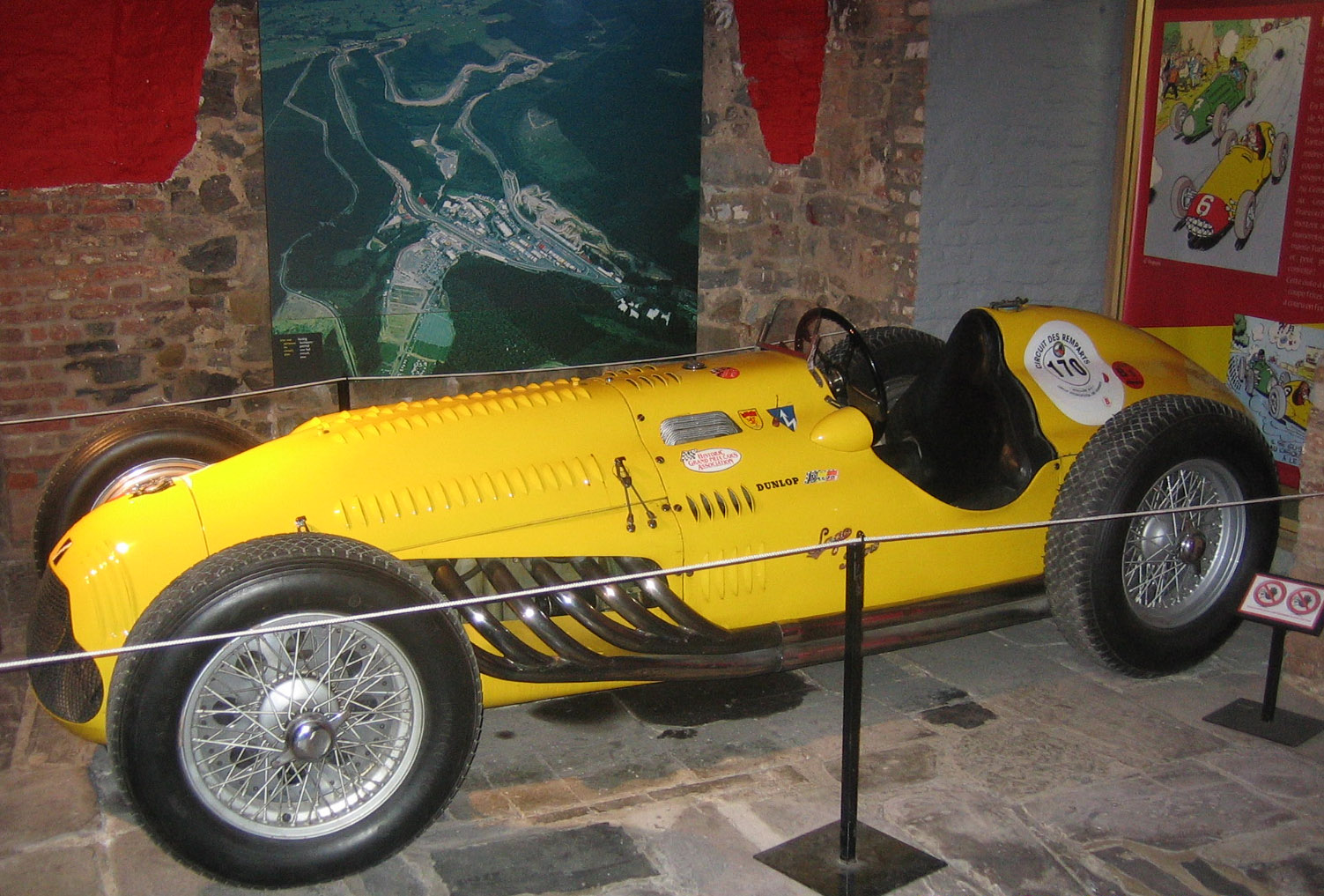
La Talbot-Lago T26C des débuts en F1

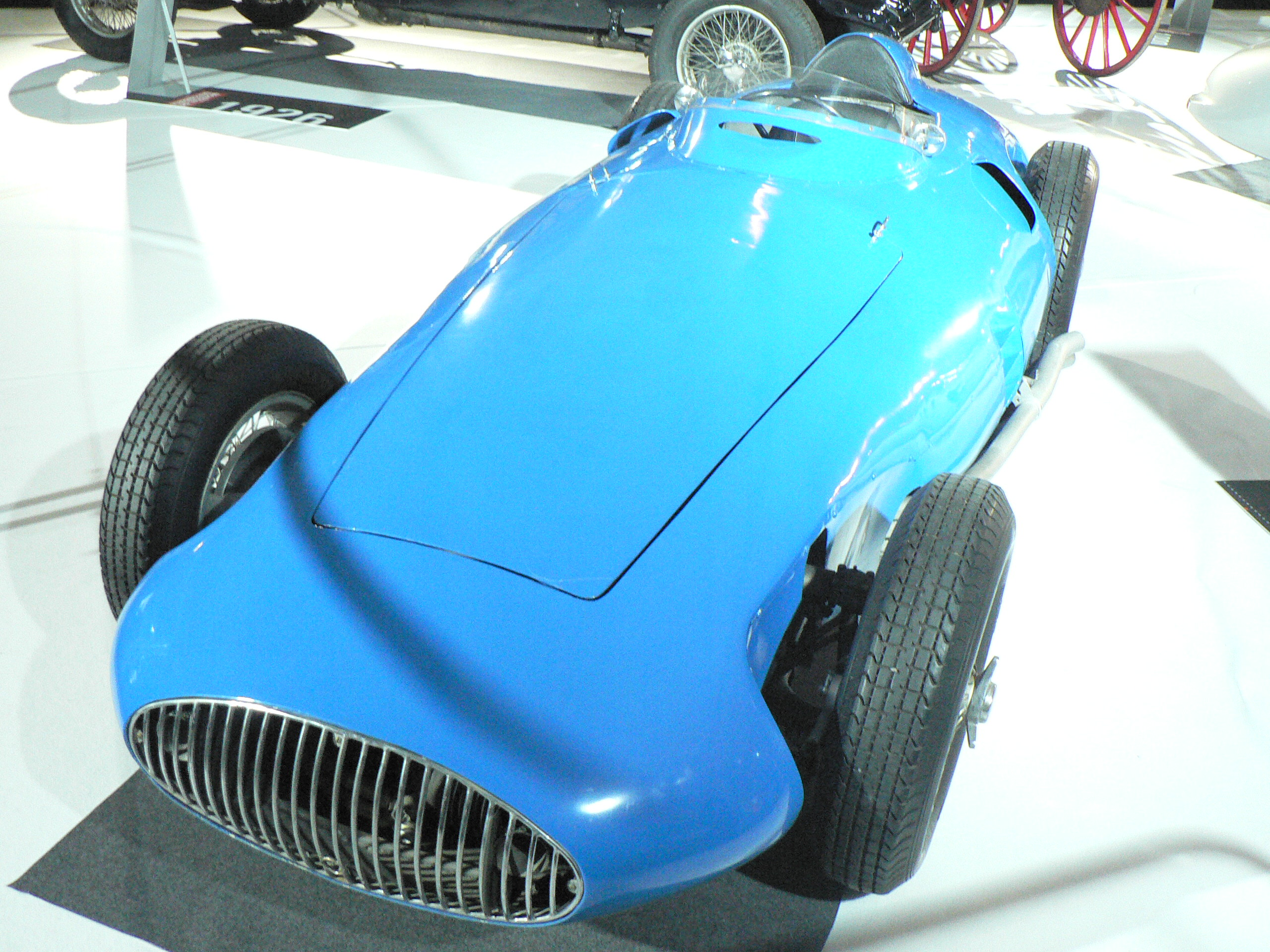
La Gordini T32 du championnat 1956

Il semble que la course automobile soit dans les gènes des Pilette puisqu'André est le fils de Théodore Pilette, qui a connu son heure de gloire en 1913 en terminant cinquième des 500 Miles d'Indianapolis et troisième du Grand Prix de France des Voiturettes, et le père de Teddy Pilette qui a disputé le Grand Prix de Belgique 1974 de Formule 1. 
André Pilette débute en compétition à titre privé en engageant sa propre BMW dans diverses compétitions locales belges. Son coup de volant lui permet d'intégrer l'écurie de course belge en 1951 pour disputer le Grand Prix de Belgique sur une Talbot Lago T26C. Qualifié en douzième position, il termine son premier Grand Prix à une honorable sixième place, soit à la porte des points selon le règlement de l'époque. Sur sa lancée, il dispute le Grand Prix des Pays-Bas, hors-championnat mais est victime d'un sévère accident qui l'éloigne des circuits. Il ne reprend le volant qu'au GP d'Albi en 1952, toujours hors-championnat, au sein de l'écurie Talbot-Darracq mais est éjecté de sa monoplace lors d'un nouvel accident synonyme de fin de saison.
En 1953, Pilette enfin rétabli, retourne en Formule 1 où il pilote une Connaught lors de son Grand Prix national. Qualifié dix-huitième, il termine onzième. En 1954, il décroche un contrat chez Gordini en championnat du monde et hors-championnat. Lors du Grand Prix de Belgique, il se qualifie en huitième position et termine cinquième, décrochant par la même ses premiers et derniers points en championnat du monde. Il dispute sept Grands Prix hors-championnat et se classe second à Chimay puis à Cadours.
En 1956, Pilette fait son retour en Formule 1 mais privilégie le championnat du monde. Il dispute en effet trois Grands Prix chez Gordini mais court aussi à une reprise au sein de la Scuderia Ferrari sur Ferrari D50 lors de son épreuve nationale qu'il termine à nouveau à la porte des points. Lors des essais de l'épreuve allemande, au volant de la Gordini T32, il est à nouveau victime d'un accident qui le prive de compétition pour deux ans.
Pilette retrouve le monde des courses automobiles en 1959 mais n'est pas encore apte à piloter en Formule 1. Il s'oriente alors vers les épreuves d'endurance et, au sein du North American Racing Team (NART) qui engage des Ferrari, se classe quatrième des 24 heures du Mans. Il renouvelle l'expérience l'année suivante et termine second de l'épreuve mancelle, partageant les lauriers avec Ricardo Rodriguez et la joie du podium avec ses compatriotes vainqueurs Paul Frère et Olivier Gendebien. 
Ce n'est qu'en 1961 que Pilette retrouve la Formule 1 au sein de l'Équipe Nationale Belge qui engage des Emeryson 61. Pilette ne parvient pas à qualifier sa modeste monoplace lors du Grand Prix d'Italie. Il dispute, toujours sur l'Emeryson, quatre courses hors-championnat, sans plus de réussite. La saison 1962 est aussi pauvre en résultats, principalement à cause de l'Emeryson, totalement dépassée par la concurrence. En 1963, il quitte l'ENB pour l'équipe de Tim Parnell qui engage des Lotus 18/21, lesquelles, elles aussi dépassées, ne lui permettent pas de se qualifier en deux tentatives (Allemagne et Italie). Il dispute sept Grands  Prix hors-championnat sur Lotus 18 mais ne brille guère mieux. 
En 1964, il rejoint l'écurie de l'Américain Hugh Powell en championnat du monde. Mais la Scirocco-Powell SP n'est autre qu'une ex-Emeryson 61 mûe par un Climax. Les Emeryson étaient déjà hors du coup en 1961, il ne faut donc pas s'attendre à des miracles trois ans plus tard. En quatre tentatives de qualification, André Pilette ne décroche son billet que pour son Grand Prix national, qui se solde par un abandon. Il dispute cinq courses hors-championnat, sur Scirocco, mais n'obtient comme meilleur résultat que deux septième places. Pilette décide alors de mettre un terme à sa carrière et ouvre une école de pilotage à Zolder. 
Il est inhumé au Cimetière de Bruxelles à Evere.

## Résultats en championnat du monde de Formule 1
| Saison | Écurie                          | Châssis     | Moteur                        | Pneus             | GP disputés | Points inscrits | Classement |
| ------ | ------------------------------- | ----------- | ----------------------------- | ----------------- | ----------- | --------------- | ---------- |
| 1951   | Écurie Belgique                 | T26C        | Talbot 6 en ligne             | Englebert         | 1           | 0               | n.c.       |
| 1953   | Écurie Belge                    | Connaught A | Lea Francis 4 en ligne        | Englebert         | 1           | 0               | n.c.       |
| 1954   | Équipe Gordini                  | T16         | Gordini 6 en ligne            | Englebert         | 3           | 2               | 18e        |
| 1956   | Équipe Gordini Scuderia Ferrari | T32 D50     | Gordini 8 en ligne Ferrari V8 | Englebert Pirelli | 3           | 0               | n.c.       |
| 1964   | Équipe Scirocco Belge           | SP          | Climax V8                     | Dunlop            | 1           | 0               | n.c.       |

## Palmarès en voitures de sport
- Coupes de Paris: 1955 sur Gordini T16[1];

### Résultats aux 24 heures du Mans
| Année | Écurie                     | Châssis         | Coéquipiers       | Résultats |
| ----- | -------------------------- | --------------- | ----------------- | --------- |
| 1954  | Équipe Gordini             | Gordini T17S    | Max Thirion       | Abandon   |
| 1959  | North American Racing Team | Ferrari 250 GTB | George Arents     | 4e        |
| 1960  | North American Racing Team | Ferrari 250 TR  | Ricardo Rodriguez | 2e        |
| 1961  | North American Racing Team | Ferrari 250 GT  | Bob Grossman      | 6e        |

## Distinctions
- Champion de Belgique des conducteurs, titre décerné par le Royal automobile Club de Belgique (RACB): 1954.